# Madonna del Perugino

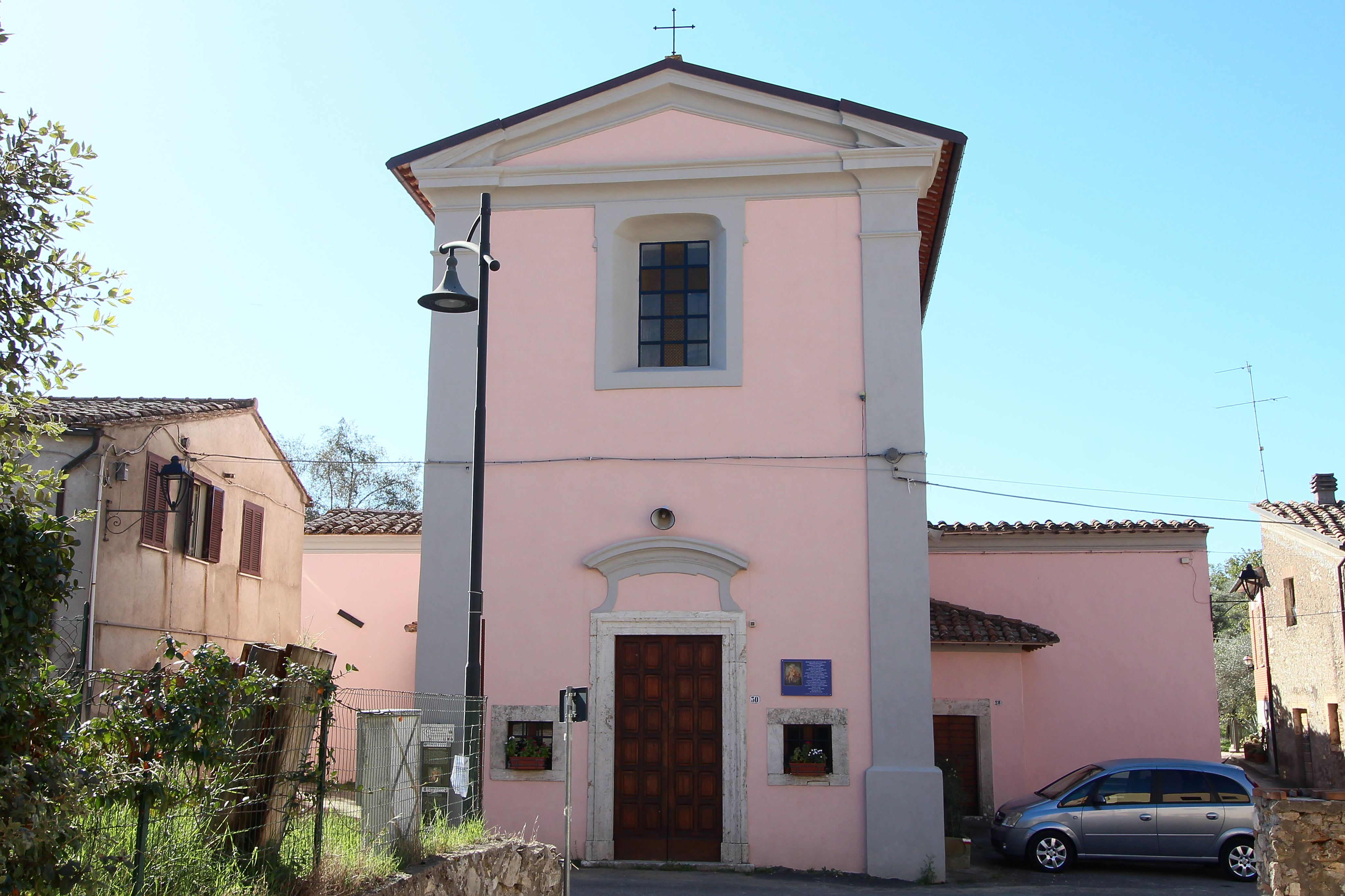
Fassade der Kirche Madonna del Perugino

Die römisch-katholische Kirche Madonna del Perugino (auch Santa Maria del Perugino) ist eine Kirche in Giove, Provinz Terni in der Region Umbrien, Italien.

## Lage
Die Kirche befindet sich in der Via Madonna del Perugino, 30 südlich der Altstadt von Giove unweit des Palazzo Mattei (auch Castello di Giove genannt) und gehört zur Pfarrei Santa Maria Assunta in Giove im Bistum Terni-Narni-Amelia.

## Beschreibung und Geschichte

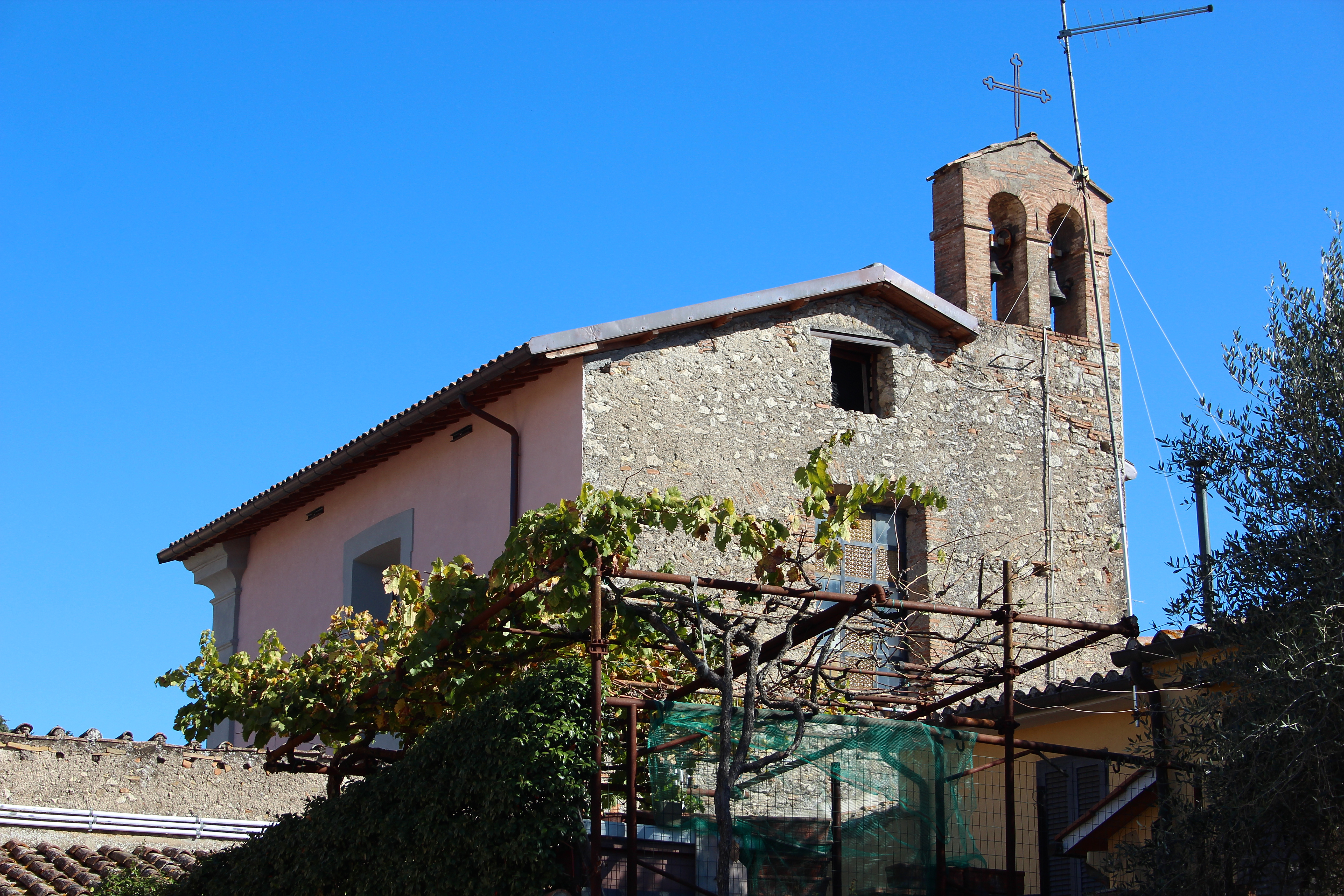
Rückseite der Kirche mit Glockengiebel

Die Geschichte der Kirche beginnt 1658, als der aus Perugia stammende und daher im Ort Perugino genannte Einwohner Francesco Caffarelli ein Gemälde mit einem Marienbildnis über der Eingangstür seines Hauses anbringen ließ. Im Jahr 1749 entstand aus dem Haus eine Kapelle und später die Kirche. Das Heiligengemälde der Madonna befindet sich heute am Altar der Kirche. Ein Glockengiebel mit zwei Glocken befindet sich an der Rückseite der Kirche. Das Gedenkfest der Madonna del Perugino findet am zweiten Sonntag im September statt.